# Schmutz (Band)
Schmutz ist eine belgische Synthpop/Belpop-Band aus Limbourg, die mit Love Games 1984 einen internationalen Hit hatte.

## Geschichte
Die Gruppe wurde 1982 in Limbourg (Wallonien) als The Schmutz gegründet und konnte im Zuge ihres Sieges beim lokalen Talentwettbewerb Vakature Kontakt zu Herwig Duchateau knüpfen, der als Schlagzeuger der Band Scooter on the Road angehörte und an vielen belgischen Musikproduktionen als Produzent mitwirkte. In Zusammenarbeit mit ihm wurden im Folgejahr die zwei Singles Straight from the Heart und Turn the Pages veröffentlicht. Erfolg stellte sich jedoch erst 1984 mit der Single Love Games ein, die in Belgien schnell ein Hit wurde und mit der der 30. Platz der belgischen Singlecharts erreicht werden konnte.
Als Reaktion auf diesen Erfolg begann die Gruppe die Arbeiten an ihrem ersten Album Lipservice, dass 1985 erschien. Für das Album wurden die bereits im Voraus veröffentlichten Singles wiederverwertet und mit neu aufgenommenen Stücken kombiniert. Zeitgleich tourte die Band auch durch die Niederlande, Belgien und Westdeutschland. Nach der Veröffentlichung des Albums begann die Aktivität der Band jedoch stetig zu sinken, 1991 erschien die letzte Single Running on Empty, mit der keine nennenswerte Erfolge erreicht werden konnten.
In den frühen 2010er Jahren formierte sich Schmutz in Originalbesetzung neu, einzig Danny Pex ersetzte als Keyboarder den 2006 verstorbenen Carlo Peeters. Zeitgleich begann die Band wieder mit Livekonzerten in Belgien. 2018 erschien das zweite Album Pillow Talk, das sowohl vorangegangenes Material von Lipservice als auch neue Stücke enthält, die ebenfalls dem Synthpop zuzurechnen sind.

## Trivia
Der Bandname leitet sich vom Schweizer Radrennfahrer Godi Schmutz ab – die Bandmitglieder fanden Gefallen am Klang des Namens, als sie eine Übertragung der Tour de France im Fernsehen verfolgten.
Mitte der 1980er-Jahre sei die Band angefragt worden, ob sie für Belgien beim Eurovision Song Contest mitwirken wolle, entschied sich jedoch schon früh gegen eine Teilnahme.

## Diskografie
Alben
- 1985: Lipservice (Indisc)
- 2018: Pillow Talk (Starman Records)

Singles
- 1983: Straight From The Heart (Lark)
- 1983: Turn The Pages (Lark)
- 1984: Livin' It Up (Indisc)
- 1984: Love Games (Indisc)
- 1985: Hold Me (Indisc)
- 1985: Another Chance (Indisc)
- 1991: Running On Empty (Belhouse)